# ザ・マジック・ナンバーズ
ザ・マジック・ナンバーズ（英: The Magic Numbers）は、イギリスのロック・バンド。2組の兄妹によって結成され、2005年にデビュー。

## 来歴
ロメオ・ストッダート（ボーカル、ギター）とミシェル・ストッダート（ベース、ボーカル）の兄妹と、ショーン・ギャノン（ドラムス）とアンジェラ・ギャノン（メロディカ、パーカッション、キーボード、ボーカル）の4人により、2002年に結成される。その後、インディーズ・レーベルのヘヴンリー・レコーディングス（配給はEMI）と契約。
2004年11月には、初音源となる限定盤の7インチ・シングル「Hymn for Her」を発表し、また、ケミカル・ブラザーズのアルバム『プッシュ・ザ・ボタン』（発売は2005年1月）収録曲「クローズ・ユア・アイズ」にゲスト参加。
2005年5月、正式なデビュー・シングルとなる「フォーエヴァー・ロスト」を発表。同年6月にデビュー・アルバム『ザ・マジック・ナンバーズ』を発表し、全英アルバムチャートで7位に達した。この年にはフジロック・フェスティバルにも出演。
2006年1月に発売された、ティム・バックリィとジェフ・バックリィのトリビュート・アルバム『Dream Brother: The Songs of Tim and Jeff Buckley』に、ザ・マジック・ナンバーズはティムのカヴァー「Sing a Song for You」を提供。2月、フランツ・フェルディナンドの日本武道館公演でオープニング・アクトを務め、単独公演も行った。また、ロメオはジェーン・バーキンのアルバム『フィクションズ』（2006年）に「スティール・ミー・ア・ドリーム」を提供。同年11月、セカンド・アルバム『ゾーズ・ザ・ブロウクス』を発表、全英11位に達した。
2007年11月、キーンが主催してブリクストンで行われた、"War Child"（戦争に苦しむ子供達を支援するNGO）のためのチャリティ・コンサートに、ペット・ショップ・ボーイズやリリー・アレン等と共に出演。その時の模様は、2008年にDVD『キーン・プレゼンツ"ナイト・フォー・ウォー・チャイルド"』としてリリースされた。
2010年7月、約4年ぶりのスタジオ・アルバム『ザ・ランアウェイ』をリリース。また、ロメオはエドウィン・コリンズが同年にリリースしたアルバム『Losing Sleep』にゲスト参加した。
2012年、ミシェルがカントリー色の強いアルバム『Wide-Eyed Crossing』を発表してソロ・デビューを果たす。バンドとしての活動も継続し、カエターノ・ヴェローゾのトリビュート・アルバム『A Tribute to Caetano Veloso』（2012年）にヴェローゾのカヴァー「You Don't Know Me」を提供。
2014年、4年ぶりのアルバム『Alias』を発表。

## ディスコグラフィ

### アルバム
- ザ・マジック・ナンバーズ - The Magic Numbers（2005年）
- ゾーズ・ザ・ブロウクス - Those the Brokes（2006年）
- ザ・ランアウェイ - The Runaway （2010年）
- Alias（2014年）

### シングル
- Hymn for Her（2004年） - 限定盤7インチ・シングル
- Forever Lost（2005年）
- Love Me Like You（2005年）
- Love's a Game（2005年）
- I See You, You See Me（2006年）
- Take a Chance（2006年）
- This Is a Song（2007年）